# Bonner Mosquera
Bonner Mosquera (2 de diciembre de 1970) es un exfutbolista y director técnico colombiano. Bonner es recordado por ser el jugador que más veces vistió la camiseta de Millonarios de Bogotá con un total de 550 partidos. Actualmente no dirige a ningún club.

## Trayectoria

### Como jugador
Aunque su familia siempre fue hincha del Independiente Santa Fe Bonner se inclinó más por Millonarios y a sus 14 años de edad en 1984 ingreso a las Divisiones menores de Millonarios. Al culminar sus estudios secundarios e ingresar a la universidad dejó a un lado el fútbol.
Tiempo después Delio "Maravilla" Gamboa lo convence de regresar a Millonarios, al conseguirle una beca completa en otra universidad y paralelamente continuar jugando con el equipo embajador.
Su debut como profesional fue el 7 de junio de 1992 en un juego Millonarios - Junior (1:0). Ingresó faltando 15 minutos, técnico Miguel Augusto Prince lo envió al campo por Carlos Rendón. Durante su carrera jugó como volante de primera línea y defensor central.
Consolidado como titular prácticamente desde su debut, Bonner llegó a tener un promedio de más de 50 partidos por temporada. Mostrando entrega y amor propio por la casaca embajadora, en el año 2000 alcanza el récord de ser el jugador con más partidos disputados en el club, logro que aún se mantiene vigente.
Para el 2001 migra hacia tierras uruguayas para jugar con el Defensor Sporting, y juega todos los partidos de la temporada. Al final decide no renovar y regresar a Millonarios, a pesar de que el club estaba pasando por su peor etapa administrativa y deportiva. A pesar de su edad, siguió demostrando su entrega por el club y renovó por 4 años. 
En 2006 el entrenador Juan Carlos Osorio le comunica a Bonner que no contaría con él para la siguiente temporada por lo que se retira, habiendo jugado en Millonarios 550 partidos (523 por liga y 27 por torneos internacionales). Aunque Osorio lo integra a su cuerpo técnico dirigiendo el equipo sub-20.

Estadísticas en Millonarios
| Competición                         | Partidos | Goles |
| ----------------------------------- | -------- | ----- |
| Primera División (1992-00, 2002-06) | 524      | 17    |
| Copa Libertadores (1995,1997)       | 17       | 5     |
| Copa Merconorte (1998-00)           | 7        | 0     |
| Copa Sudamericana (2004)            | 2        | 0     |
| Total en Millonarios                | 550      | 22    |

### Como entrenador
A su retiro sigue vinculado al club en primer lugar como entrenador en las Divisiones menores. Posteriormente como asistente técnico del uruguayo Martín Lasarte y luego del argentino Mario Vanemerack durante 1 año. A la salida de Vanemerack, Bonner dirige al equipo profesional durante 7 partidos y después se marcha de la institución ante la llegada del también argentino Óscar Quintabanni.
En la actualidad tiene una escuela deportiva en el departamento del Chocó junto al también ex-Millonarios Osman "Fosforito" López; donde ayudan a los menos favorecidos de dicho departamento.
Para la temporada del 2023 es anunciado junto a Bélmer Aguilar como asistente técnico del club Boyacá Chicó en reemplazo de Chusco Sierra y Flecha Gómez.

## Selección nacional
Fue internacional con la selección de 1995 a 2000,En donde hizo apariciones en 6 partidos con la selección sin anotar un gol,donde apareció en la Copa América 1995 en todos los partidos como suplente y también estuvo solo un partido respectivamente en las Eliminatorias al Mundial de Francia 1998 y las Eliminatorias Mundial de Corea y Japón 2002 y participó en la Copa Oro 2000 donde jugó 3 partidos y quedaría subcampeón.

### Participaciones enEliminatorias al Mundial
| Eliminatoria                                | Sede del Mundial       | Posición               | Resultado   | PJ                                 | GA | Asis |
| ------------------------------------------- | ---------------------- | ---------------------- | ----------- | ---------------------------------- | -- | ---- |
| Eliminatorias Mundial de Francia 1998       | Francia                | 3°lugar 28pts          | Clasificado | 0 (una convocatoria como suplente) | 0  | 0    |
| Eliminatorias Mundial de Corea y Japón 2002 | Corea del Sur y Japón  | 6°lugar 27pts          | Eliminado   | 0 (una convocatoria como suplente) | 0  | 0    |
| Total en Eliminatorias                      | Total en Eliminatorias | Total en Eliminatorias | 1/2         | 0                                  | 0  | 0    |

### Participaciones enCopas América
| Torneo            | Sede    | Resultado    | PJ                           | GA | Asis |
| ----------------- | ------- | ------------ | ---------------------------- | -- | ---- |
| Copa América 1995 | Uruguay | Tercer lugar | 0 (6 partidos como suplente) | 0  | 0    |

### Participaciones enCopas de Oro
| Torneo        | Sede           | Resultado  | PJ | GA | Asis |
| ------------- | -------------- | ---------- | -- | -- | ---- |
| Copa Oro 2000 | Estados Unidos | Subcampeón | 4  | 0  | 0    |

## Estadísticas como jugador
| Club                        | Div.          | Temporada     | Liga        | Liga         | Copa Internacional | Copa Internacional | Total | Total |
| Club                        | Div.          | Temporada     | Part.       | Goles        | Part.              | Goles              | Part. | Goles |
| --------------------------- | ------------- | ------------- | ----------- | ------------ | ------------------ | ------------------ | ----- | ----- |
| Millonarios · Colombia      |               |               |             |              |                    |                    |       |       |
| 1.ª                         | 1992          | Desconocido   | Desconocido | Inexistentes | Inexistentes       |                    |       |       |
| 1.ª                         | 1993          | 51            | 2           | Inexistentes | Inexistentes       | 51                 | 2     |       |
| 1.ª                         | 1994          | 55            | 7           | Inexistentes | Inexistentes       | 55                 | 7     |       |
| 1.ª                         | 1995          | 19            | 0           | 9            | 2                  | 28                 | 2     |       |
| 1.ª                         | 1995-96       | Desconocido   | Desconocido | Inexistentes | Inexistentes       |                    |       |       |
| 1.ª                         | 1996-97       | Desconocido   | Desconocido | 8            | 3                  |                    |       |       |
| 1.ª                         | 1998          | Desconocido   | Desconocido | Desconocido  | Desconocido        |                    |       |       |
| 1.ª                         | 1999          | 49            | 2           | Desconocido  | Desconocido        | 49                 | 2     |       |
| 1.ª                         | 2000          | 23            | 2           | Desconocido  | Desconocido        | 23                 | 2     |       |
| 1.ª                         | 2002          | 17            | 0           | Inexistentes | Inexistentes       | 17                 | 0     |       |
| 1.ª                         | 2003          | 23            | 0           | Inexistentes | Inexistentes       | 23                 | 0     |       |
| 1.ª                         | 2004          | 26            | 2           | 2            | 0                  | 28                 | 2     |       |
| 1.ª                         | 2005          | 32            | 0           | Inexistentes | Inexistentes       | 32                 | 0     |       |
| 1.ª                         | 2006          | 31            | 1           | Inexistentes | Inexistentes       | 31                 | 1     |       |
| Total club                  | Total club    | 524           | 17          | 26           | 5                  | 550                | 22    |       |
| Defensor Sporting · Uruguay | 1.ª           | 2001          | 32          | 0            | 6                  | 0                  | 38    | 0     |
| Defensor Sporting · Uruguay | Total club    | Total club    | 32          | 0            | 6                  | 0                  | 38    | 0     |
| Total carrera               | Total carrera | Total carrera | 555         | 17           | 33                 | 1                  | 588   | 18    |

### Selección
| Selección Colombia | Selección Colombia | Selección Colombia |
| Año                | Partidos           | Goles              |
| ------------------ | ------------------ | ------------------ |
| 1995               | 5                  | 0                  |
| 1999               | 3                  | 0                  |
| 2000               | 4                  | 0                  |
| Total              | 12                 | 0                  |

#### Resumen estadístico como jugador
| Competición                  | Partidos | Goles |
| ---------------------------- | -------- | ----- |
| Primera División de Colombia | 524      | 17    |
| Primera División de Uruguay  | 32       | 0     |
| Copa Libertadores            | 17       | 5     |
| Copa Merconorte              | 7        | 0     |
| Copa Sudamericana            | 2        | 0     |
| Selección Colombia           | 12       | 0     |
| Total en su carrera          | 600      | 18    |

## Estadísticas como entrenador

### Asistente técnico
| Equipo                          | AT de:                          | Periodo                         | Periodo                         | Historial | Historial | Historial | Historial | Historial |
| Equipo                          | AT de:                          | De                              | A                               | PJ        | PG        | PE        | PP        | %         |
| ------------------------------- | ------------------------------- | ------------------------------- | ------------------------------- | --------- | --------- | --------- | --------- | --------- |
| Millonarios                     | Juan Carlos Osorio              | 1 de enero de 2007              | 30 de junio de 2007             | 24        | 12        | 3         | 9         | 54.17%    |
| Millonarios                     | Martín Lasarte                  | 12 de julio de 2007             | 2 de septiembre de 2007         | 9         | 2         | 1         | 6         | 25.92%    |
| Millonarios                     | Mario Vanemerak                 | 4 de septiembre de 2007         | 13 de abril de 2008             | 35        | 12        | 13        | 10        | 46.67%    |
| Boyacá Chicó                    | Bélmer Aguilar                  | 17 de agosto de 2023            | 14 de diciembre de 2023         | 16        | 3         | 8         | 5         | 35.42%    |
| Total como entrenador asistente | Total como entrenador asistente | Total como entrenador asistente | Total como entrenador asistente | 72        | 26        | 21        | 25        | 45.83%    |

### Entrenador
| Millonarios · Colombia | 1.ª                 | A-2008 (e)          | 5 | 2 | 1 | 2 | 2 | 1 | 1 | 0 | - | - | - | - | 7 | 3 | 2 | 2 | 52.38% | 6 | 6 | +0 |
| Millonarios · Colombia | Total               | Total               | 5 | 2 | 1 | 2 | 2 | 1 | 1 | 0 | 0 | 0 | 0 | 0 | 7 | 3 | 2 | 2 | 52.38% | 6 | 6 | +0 |
| Total en su carrera    | Total en su carrera | Total en su carrera | 5 | 2 | 1 | 2 | 2 | 1 | 1 | 0 | 0 | 0 | 0 | 0 | 7 | 3 | 2 | 2 | 52.38% | 6 | 6 | +0 |
| 1. 2.                  |                     |                     |   |   |   |   |   |   |   |   |   |   |   |   |   |   |   |   |        |   |   |    |

## Palmarés

### Distinciones individuales
| Título                     | Club        | País     | Año            |
| -------------------------- | ----------- | -------- | -------------- |
| Más Partidos Jugados (550) | Millonarios | Colombia | Récord vigente |